# 북해통
북해통(北海通)은 신라의 경주를 축으로 하여 염지통(鹽池通)․동해통(東海通)․해남통(海南通)․북악통(北傜通)과 같은
5개의 간선도로이다. 발해의 5개의 통행로와 같은 역할을 하였다.

## 변천
신라는 통일 이후 수도 경주를 중심으로 한 교통로를 새로이 정비하였다. 그것이 바로 북해통(北海通)·염지통(鹽池通)·동해통(東海通)·해남통(海南通)·북요통(北傜通)이라고 하는 5통(通)과 건문역(乾門驛)·곤문역(坤門驛)·감문역(坎門驛)·간문역(艮門驛)·태문역(兌門驛)이라고 하는 5문역(門驛)이다. 5통은 통일 이후 지방 통치 조직이 9주 5소경으로 정비되면서 9주에 10정(十停)·만보당(萬步幢) 등 여러 군사 조직을 배치하면서 지방 통치 조직과 군부대를 효율적으로 연결시키기 위해 재정비한 것이라고 할 수 있다.

## 같이 보기
- 신라도